# Hans-Jürgen Wischnewski

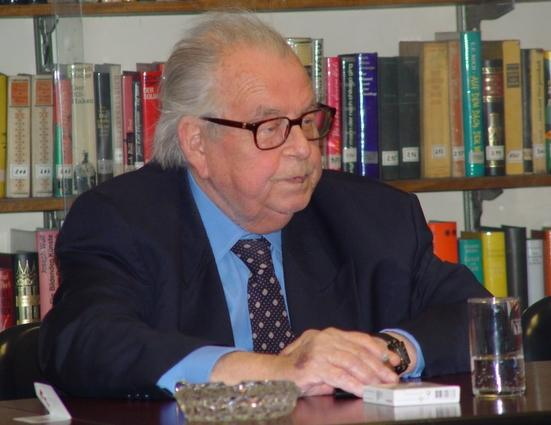
Hans-Jürgen Wischnewski

Hans-Jürgen Wischnewski (ur. 24 lipca 1922 w Allenstein (obecnie Olsztyn), zm. 24 lutego 2005 w Kolonii) – niemiecki polityk należący do Socjaldemokratycznej Partii Niemiec (SPD).
W latach 1966–1968 sprawował urząd ministra ds. współpracy gospodarczej i rozwoju w rządzie kanclerza Kurta Georga Kiesingera.